# 印西市立滝野小学校
印西市立滝野小学校（いんざいしりつ たきのしょうがっこう）は、千葉県印西市滝野五丁目にある公立小学校。

## 概要
千葉県印西市滝野5丁目1番地にあり、滝野地区の中心部に位置する。印西市旧本埜地区の西部に位置する。
宣伝にも積極的で、授業内容をホームページにアップロードしていて、校長室からは毎日更新されている。

## 沿革

### 経緯
千葉ニュータウンの滝野地区の開発とともに設置された。

### 年表
- 1997年（平成9年）4月1日 - 本埜村立滝野小学校として開校。4月5日開校式。学級数6・児童数131名・教員数13名[1]。
- 1998年（平成10年）2月19日 - 校歌・校章制定記念発表会。
- 2010年（平成22年）3月23日 - 本埜村が印西市に編入したのにともない、印西市立滝野小学校に改称。

## 通学区域
滝野一丁目、滝野二丁目、滝野三丁目、滝野四丁目、滝野五丁目、滝野六丁目、滝野七丁目及び牧の原六丁目の全部の区域並びに草深及び竜腹寺の各一部の区域。

## 進学先中学校
- 印西市立滝野中学校

## 交通
- 北総鉄道北総線 印西牧の原駅より徒歩16分。